# Padriciano
Padriciano (Padrich in  italiano originale, prima dell'italianizzazione, Padriciàn in dialetto triestino, Padriče in sloveno) è un quartiere del comune di Trieste, posto a 359 m s.l.m. nell'Altopiano Carsico.
Fino al XVII secolo il territorio ove sorge il borgo era di proprietà delle monache benedettine di Trieste. Il nome deriva forse da Tomaso Padrichiar che acquistò la proprietà nel 1619; proprietà chiamata fino a quel momento Bovolenta. È tuttavia possibile anche un'altra etimologia: il nome Padriče deriverebbe dallo sloveno "podgrič", lett. "sottomonte"; Padričar sarebbe quindi da ritenersi un nome di persona derivante dal luogo di residenza, al pari di Furlan, Romano, Napolitano. È invece documentata la presenza di una famiglia Grgič (cognome tuttora presente in paese) sin dal 1584, anno che si ritiene fondativo per il paese.
La chiesa di Padriciano è stata costruita nel 1898 dagli stessi abitanti del luogo, riuniti in un consorzio (l'attuale Consorzio boschivo - Gozdna zadruga). La chiesetta è consacrata ai SS. Cirillo e Metodio. Sulla facciata principale si erge un monumento che ricorda le vittime della seconda guerra mondiale. Durante in ventennio fascista e la successiva occupazione nazista sono state infatti molte le famiglie colpite da repressioni, deportazioni ed esecuzioni; per questo l'adesione alla lotta di liberazione, ed in particolare al movimento partigiano, è stata praticamente unanime.
Prima dell'annessione all'Italia nel 1918/1920, Padriciano era abitato in stragrande maggioranza da sloveni; secondo l'ultimo censimento austriaco del 1911, il 97,3% della popolazione era di madrelingua slovena, in quello del 1900 la popolazione residente risultava di 254 unità .
Padriciano è conosciuto per la presenza nel suo territorio di un ex campo profughi, attivo per un lungo periodo dopo l'esodo dall'Istria e dal 2004 sede del Museo di Carattere Nazionale C.R.P. (Centro Raccolta Profughi).
Un altro campo, poco distante dal paese, è stato allestito successivamente per accogliere persone che fuggivano da Paesi comunisti dell'Europa orientale. La località oggi è nota in tutta Europa per la presenza, dal 1981, dell'AREA Science Park, il principale campus scientifico di Trieste e il più grande parco scientifico e tecnologico d'Italia; sono attive nel paese un'associazione culturale (Slovan) e due associazioni sportive, ASD Gaja e Tennis Club Triestino. Nelle immediate vicinanze di quest'ultima si trova un complesso di campi da golf.